# Adolf Eugen Schulte
Adolf Eugen Schulte (* 27. April 1874 in Neuss; † 3. September 1941) war ein deutscher Maschinenbauingenieur und Manager.

## Leben
Adolf Eugen Schulte war der Sohn des Friedrich Hermann Schulte, Direktor der Rheinischen AG für Papierfabrikation in Neuss, und der Marie, geb. Bohne. Er besuchte das Königliche Gymnasium zu Neuß. Nach dem Abitur studierte er Maschinenbau an der Technischen Hochschule Hannover. 1893 wurde er Mitglied des Corps Hannovera Hannover. Nach Abschluss des Studiums, das er für eine praktische Tätigkeit sowie den Militärdienst als Einjährig-Freiwilliger unterbrach, wurde er von 1900 bis 1903 Regierungsbauführer des Maschinenbaufachs bei der Eisenbahnwerkstatt Speldorf, der Telegrapheninspektion und dem Oberbaudezernat im Bezirk der Eisenbahndirektion Essen. Nach bestandenem Regierungsbaumeisterexamen 1903 ließ er sich für eine Industrietätigkeit beurlauben. 1904 schied er endgültig aus dem Staatsdienst aus.
In der Folge war Schulte Projektierungsingenieur, bis 1907 Chef des Projektierungsbüros für Kraftstellwerke und zuletzt Oberingenieur und Prokurist der C. Stahmer AG in Georgsmarienhütte. Nach deren Verschmelzung mit der Maschinenfabrik Bruchsal AG, vorm. Schnabel & Henning zur Deutschen Eisenbahnsignalwerke AG mit Sitz in Bruchsal und Georgsmarienhütte wurde er 1919 stellvertretendes Vorstandsmitglied der neuen Gesellschaft. 1921 wechselte er als Vorstandsmitglied zur Eisenbahnsignal-Bauanstalt Max Jüdel & Co. AG in Braunschweig. 1923 wurde er Vorstandsvorsitzender. Nach abermaliger Fusion wurde er 1925 Vorstandsvorsitzender der Eisenbahnsignal-Bauanstalten Max Jüdel, Stahmer, Bruchsal AG mit Sitz in Braunschweig. 1927 wurde er zusätzlich Geschäftsführer der Vereinigten Eisenbahn-Signalwerke GmbH, eines Joint Ventures der Siemens & Halske AG, der AEG und der Eisenbahnsignal-Bauanstalten Max Jüdel, Stahmer, Bruchsal AG.
Schulte war Vorstandsmitglied des Vereins der Braunschweiger Metallindustriellen und der Wirtschaftlichen Vereinigung der Braunschweiger Industrien. Er gehörte dem geschäftsführenden Vorstand der Wirtschaftlichen Gruppe aus Industrie und Handel in Braunschweig an. Des Weiteren gehörte er als Vertreter der Arbeitgeber dem Vorstand der Braunschweigischen Landesversicherungsanstalt, der Industrie- und Handwerkskammer Braunschweig, dem Vertrauensmännerausschuss der Deutschen Landesversicherungsanstalten in der Vereinigung der Deutschen Arbeitgeberverbände in Berlin sowie als stellvertretendes Mitglied den Landeseisenbahnräten Magdeburg und Hannover und dem Weser-Ems-Wasserstraßenbeirat in Berlin an. Er war Aufsichtsratsvorsitzender der National-Jürgens-Brauerei AG in Braunschweig und Mitglied des Landesausschusses Mitteldeutschland der Commerz- und Privat-Bank AG in Braunschweig. Er war Vorstandsmitglied des Vereins Volkslesehalle und gehörte den Verwaltungsräten der Hochschulgemeinschaft Hannover und des Braunschweigischen Hochschulbundes an. Er war verheiratet mit Anna Hagen. Das Ehepaar hatte zwei Töchter und einen Sohn.

## Auszeichnungen
- Dr.-Ing. E. h. der Technischen Hochschule Braunschweig
- Eisernes Kreuz II. Klasse
- Oldenburgisches Verdienstkreuz
- Zentenarmedaille
- Landwehrdienstauszeichnung 2. Klasse